# Nagari Rangkiang Luluih
Nagari Rangkiang Luluih is een bestuurslaag in het regentschap Solok van de provincie West-Sumatra, Indonesië. Nagari Rangkiang Luluih telt 1880 inwoners (volkstelling 2010).